# Krankenhaus Elbroich
Das Krankenhaus Elbroich (KHE) im Schlosspark Elbroich in Düsseldorf-Holthausen ist ein altersmedizinisches Zentrum mit Schwerpunkt auf psychiatrische und akutgeriatrische Erkrankungen. Es wurde im Jahr 1984 von der Krankenhaus Mörsenbroich-Rath GmbH übernommen, welche seit 2004 der Verbund Katholischer Kliniken Düsseldorf gGmbH (VKKD) zugehörig ist.

## Geschichte
Das Krankenhaus Elbroich wurde im Jahr 1977 in Betrieb genommen.
Im Jahr 2000 folgte der Ausbau der akutgeriatrischen Versorgung.
Im Jahr 2002 kam die Abteilung für Gerontopsychiatrie und -psychotherapie dazu.
Im Jahr 2004 erfolgte die Eingliederung des Krankenhauses, unter der Zugehörigkeit zur Krankenhaus-Mörsenbroich Rath GmbH, in die neu gegründete Verbund Katholischer Kliniken Düsseldorf gGmbH (VKKD).

## Struktur
Das Krankenhaus Elbroich vereint die für die Diagnostik und Behandlung notwendigen Fachkliniken. Hier werden jährlich ca. 1300 Patienten behandelt. Das Haus verfügt über 125 Betten, zudem sind dort 170 Mitarbeiter beschäftigt.
- Klinik für Geriatrie
- Klinik für Psychiatrie, Psychotherapie und Psychosomatik
- Interdisziplinäre Diagnostik